# Брюссель-Шарлеруа (аэропорт)
Аэропорт Брюссель-Шарлеруа (фр. L'aéroport de Charleroi Bruxelles-Sud ; англ. Brussels South Charleroi Airport; (ИАТА: CRL, ИКАО: EBCI)) — международный аэропорт, расположенный в районе Госсели на северной окраине города Шарлеруа, в 46 км к югу от Брюсселя, Бельгия. Крупнейший аэропорт Валлонии и второй по объёму пассажиропотока в Бельгии.
Аэропорт является одним из основных европейских хабов для ирландской бюджетной авиакомпании Ryanair, которая выполняет полеты отсюда с 1997 года. Для ирландского перевозчика аэропорт Шарлеруа стал первым базовым аэропортом за пределами Британии.
Также отсюда выполняют свои рейсы такие авиакомпании, как Jet4you, Jetairfly, Wizz Air и др.

## История

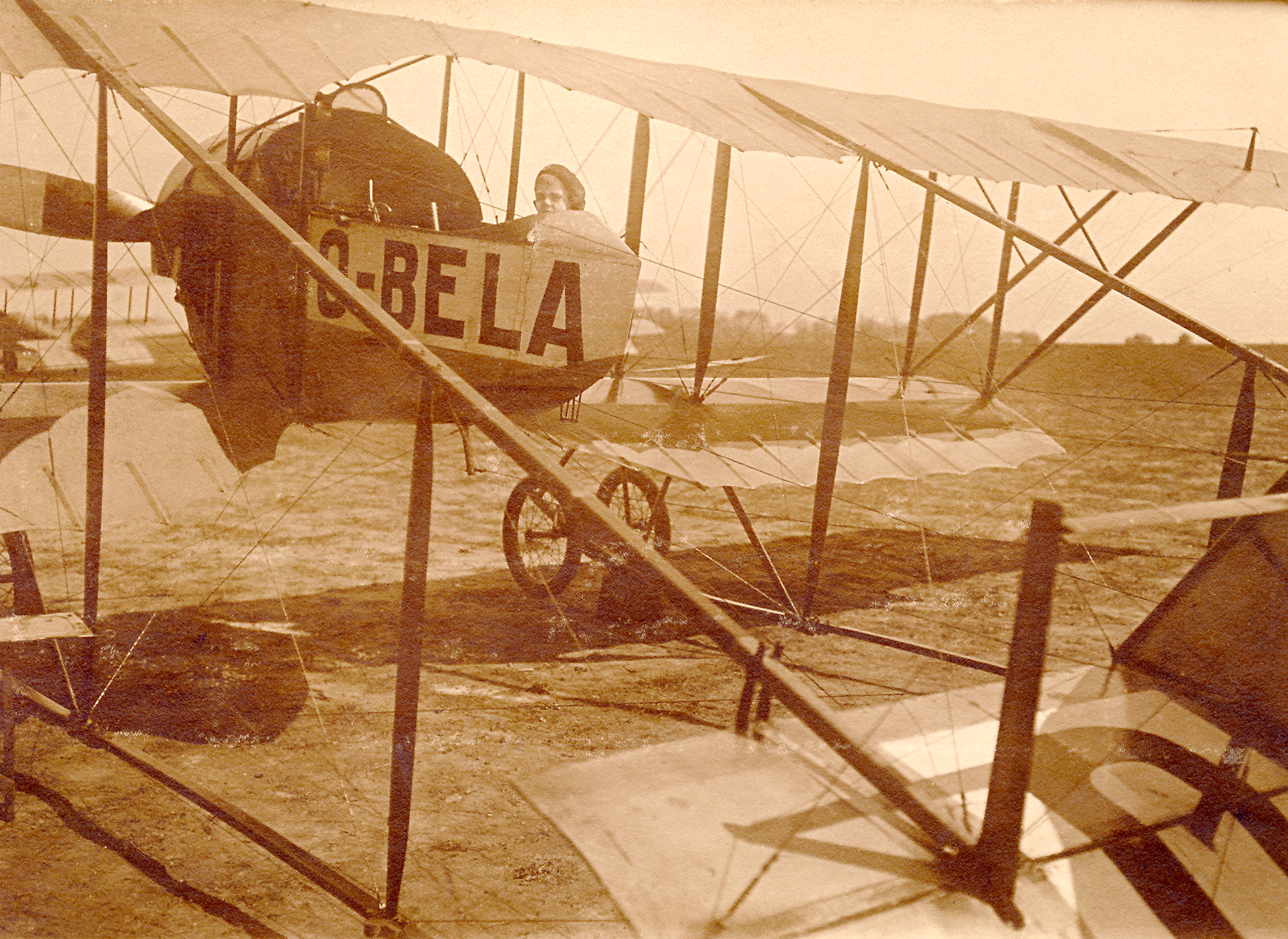
Самолет на аэродроме Госсели, 1920 год.

В качестве лётного поля местность Госсели начали использовать еще в 1919 году, когда здесь расположилась местная школа пилотажа. Однако вскоре аэродром стал использоваться лишь как база для авиастроителей. В частности, в 1931 году своё производство здесь открыла британская компания Fairey.
После Второй мировой войны Госсели начинает использоваться и в качестве гражданского аэродрома, но основная деятельность по-прежнему связана с авиастроением.
В 1970 году бельгийская авиакомпания Sabena открывает пассажирское сообщение по маршруту Льеж-Шарлеруа-Лондон, однако это предприятие не имело успеха и вскоре линия была закрыта. После этой неудачи аэродром использовался в основном для частных и учебных полётов. Иногда отсюда отправлялись чартерные рейсы в Средиземноморье и Алжир.
Новый этап в истории аэропорта начался в 1990-е годы, когда была реорганизована его структура. В 1997 году свои рейсы из Шарлеруа стала осуществлять ирландская компания Ryanair.
В январе 2008 года введён в эксплуатацию новый терминал аэропорта, способный принимать до 5 млн пассажиров в год.